# 아오키 미노루 (1954년)
아오키 미노루(일본어: 青木 実, 1954년 6월 20일 ~ )는 일본의 전 프로 야구 선수이다. 가나가와현 요코하마시 가나자와구 출신이며 현역 시절 포지션은 외야수였다.

## 인물
요코하마 고등학교를 거쳐 사회인 야구팀인 닛산 자동차에 입단했다. 팀내 에이스인 하세가와 쓰토무를 거느리고 1974년 도시 대항 야구 대회에 출전했지만 1차전에서 신일본제철 사카이의 야마구치 다카시(마쓰시타 전기로부터 보강)에게서 0대 1로 완봉패를 당했다. 같은 해 프로 야구 드래프트에서 5순위 지명을 받았고, 이듬해 1975년 시즌 종료 후 야쿠르트 스왈로스에 입단했다.
입단 당시 감독이었던 히로오카 다쓰로에게서 빠른 발을 가졌다는 것에 주목받아 히로오카 감독에 의해 발탁되면서 1군에 정착했지만 거의 대부분 대주자나 수비 요원으로 출전하였고 경기 종반에는 찰리 매뉴엘을 대신해서 등장하는 경우가 많았다. 하지만 1981년에는 주전 외야수였던 와카마쓰 쓰토무, 존 스콧이 정규 시즌 개막 때부터 불과 얼마되지 않은 시점에서 잇달아 부상을 당하는 와중에 5월 말부터 1번 타자 겸 중견수로서 69경기에 선발 출전(통산 타석의 절반에 가깝고, 통산 안타의 절반 이상을 이 시즌에 기록)했다. 그 해에는 34개의 도루를 기록하여 마쓰모토 다다시를 누르고 도루왕 타이틀을 차지했다.
하지만 타격이 약했기 때문에 팀의 주전 경쟁에서 밀려날 정도로 눈에 띄는 활약을 보여주지 못했고 이후의 시즌에선 저조한 성적을 남기는 등 1985년 시즌 종료 후 현역에서 은퇴했다. 그 후에는 스포츠 용품 판매 회사에 취직하여 근무했다.

## 상세 정보

### 출신 학교
- 요코하마 고등학교

### 선수 경력
사회인 시대
- 닛산 자동차

프로팀 경력
- 야쿠르트 스왈로스(1976년 ~ 1985년)

### 수상·타이틀 경력
- 도루왕 : 1회(1981년)

### 개인 기록
- 첫 출장 : 1976년 4월 3일, 대 요미우리 자이언츠 1차전(메이지 진구 야구장), 7회말에 오스기 가쓰오의 대주자로 출장
- 첫 안타 : 1976년 8월 7일, 대 다이요 웨일스 20차전(가와사키 구장), 9회초에 이시오카 고조의 대타로 출장, 야마시타 리쓰오로부터 단타
- 첫 선발 출장 : 1976년 8월 10일, 대 주니치 드래곤스 16차전(나고야 구장), 1번·우익수로 선발 출장
- 첫 타점 : 상동, 1회초에 이나바 미쓰오로부터
- 첫 도루 : 1977년 4월 19일, 대 다이요 웨일스 3차전(메이지 진구 야구장), 8회말에 2루 안착(투수: 세키모토 미쓰히로, 포수: 후쿠시마 히사아키)
- 첫 홈런 : 1981년 6월 10일, 대 히로시마 도요 카프 8차전(히로시마 시민 구장), 6회초에 오노 유타카로부터 솔로 홈런

### 등번호
- 50(1976년 ~ 1985년)

### 연도별 타격 성적
| 연 도       | 소 속       | 경 기 | 타 석 | 타 수 | 득 점 | 안 타 | 2 루 타 | 3 루 타 | 홈 런 | 루 타 | 타 점 | 도 루 | 도 루 자 | 희 생 번 | 희 생 플 | 볼 넷 | 고 4 | 사 구 | 삼 진 | 병 살 타 | 타 율 | 출 루 율 | 장 타 율 | O P S |
| ----------- | ----------- | ----- | ----- | ----- | ----- | ----- | ------- | ------- | ----- | ----- | ----- | ----- | -------- | -------- | -------- | ----- | ---- | ----- | ----- | -------- | ----- | -------- | -------- | ----- |
| 1976년      | 야쿠르트    | 27    | 41    | 37    | 4     | 7     | 1       | 1       | 0     | 10    | 2     | 0     | 0        | 1        | 0        | 3     | 0    | 0     | 12    | 1        | .189  | .250     | .270     | .520  |
| 1977년      | 야쿠르트    | 15    | 0     | 0     | 6     | 0     | 0       | 0       | 0     | 0     | 0     | 1     | 2        | 0        | 0        | 0     | 0    | 0     | 0     | 0        | ----  | ----     | ----     | ----  |
| 1978년      | 야쿠르트    | 91    | 28    | 26    | 17    | 5     | 0       | 0       | 0     | 5     | 0     | 15    | 3        | 1        | 0        | 1     | 0    | 0     | 5     | 0        | .192  | .222     | .192     | .414  |
| 1979년      | 야쿠르트    | 68    | 42    | 36    | 8     | 5     | 0       | 0       | 0     | 5     | 1     | 3     | 2        | 3        | 0        | 3     | 0    | 0     | 14    | 1        | .139  | .205     | .139     | .344  |
| 1980년      | 야쿠르트    | 62    | 27    | 25    | 13    | 4     | 0       | 0       | 0     | 4     | 0     | 6     | 5        | 1        | 0        | 1     | 0    | 0     | 9     | 1        | .160  | .192     | .160     | .352  |
| 1981년      | 야쿠르트    | 104   | 306   | 282   | 44    | 75    | 11      | 4       | 1     | 97    | 16    | 34    | 12       | 7        | 2        | 12    | 0    | 3     | 53    | 3        | .266  | .301     | .344     | .645  |
| 1982년      | 야쿠르트    | 86    | 140   | 129   | 21    | 31    | 5       | 1       | 1     | 41    | 7     | 7     | 2        | 1        | 1        | 9     | 1    | 0     | 19    | 2        | .240  | .287     | .318     | .605  |
| 1983년      | 야쿠르트    | 71    | 36    | 31    | 17    | 5     | 0       | 0       | 0     | 5     | 0     | 11    | 2        | 3        | 0        | 2     | 0    | 0     | 4     | 1        | .161  | .212     | .161     | .373  |
| 1984년      | 야쿠르트    | 26    | 12    | 8     | 4     | 0     | 0       | 0       | 0     | 0     | 0     | 2     | 4        | 2        | 0        | 2     | 0    | 0     | 2     | 0        | .000  | .000     | .000     | .000  |
| 1985년      | 야쿠르트    | 8     | 3     | 3     | 3     | 0     | 0       | 0       | 0     | 0     | 0     | 0     | 0        | 0        | 0        | 0     | 0    | 0     | 1     | 0        | .000  | .000     | .000     | .000  |
| 통산 : 10년 | 통산 : 10년 | 558   | 635   | 577   | 137   | 132   | 17      | 6       | 2     | 167   | 26    | 79    | 32       | 19       | 3        | 33    | 1    | 3     | 119   | 9        | .229  | .274     | .289     | .563  |

- 굵은 글씨는 시즌 최고 성적.